# نونیم جین
نونیم جین (انگلیسی: Noname Jane؛ زاده ۲۷ مارس ۱۹۷۷) بازیگر پورنوگرافی اهل ایالات متحده آمریکا است.